# 日近合戦
日近合戦（ひぢかがっせん、日近の戦いとも）は、弘治2年（1556年）に三河国秦梨城および大林・麻生・日近城にて勃発した戦い。「三河忩劇」と呼ばれる大規模な国衆反乱の際の戦いの1つ。額田三大合戦の一つである。

## 開戦に至る経緯
当時奥平氏は、遠江国・駿河国を主に領していた今川氏に仕えていたが、奥平貞能が今川氏より離反。天文末三河に進出していた織田信長（織田氏）に仕え、大給松平家などもこれに同調したため、東条松平家などが反発。日近合戦へと発展した。
なお、この離反は従来は貞能の父である奥平貞勝によるものとされてきたが、大石泰史によって奥平一族の多くが貞能に従ったものの、貞勝は今川氏への忠義を曲げなかった。にもかかわらず一族の大半が従う離反であったために江戸時代の編纂史料の段階で誤認されて貞勝が離反したことにされたと指摘している。

## 開戦後の経緯

### 2月14日 - 2月20日（旧暦）
2月14日栗生将監の居城秦梨城を奥平貞勝が攻め落とし、2月20日に大林にて本陣を構えるが、松平忠茂・松井忠次率いる軍に苦戦し日近城まで後退するが、奥平軍の放った矢が忠茂の胸に当たり、大林で戦死した。弘治2年2月27日松平亀千代宛今川義元安堵判物によれば、「去廿日、父忠茂於保久大林討死、忠節之至也……」とあり、弘治2年（1556年）2月20日に忠茂が大林付近で戦死したことが解る。（「観泉寺所蔵今川文書」）。同日夜天野源太郎の屋敷に泊まった松平元康が奥平貞勝の夜襲にあったが一命を取り留めた。

### 2月27日（旧暦）
2月27日に山内俊英らが約200の兵を引き連れ日近城を攻略し真木治重も連合軍側に加わった。

## 伝承
この日近合戦によって生まれた「かぼちゃ畑」という伝説がある。これは、かつて額田山内氏の一武将が、日近合戦の際、不運にもカボチャのツルに足をとられて落命したということに由来するとされる。

## 参戦武将

### 奥平軍
- 奥平本家
  - 奥平貞勝
  - 奥平貞能
- 日近奥平家
  - 奥平貞直
- 大給松平家
  - 松平親乗
- 東条松平家
  - 松平甚次郎
- 麻生松平家
  - 松平正忠
  - 天野景孝

### 東条松平・山内・松井連合軍
- 東条松平家
  - 松平忠茂
  - 松井忠次
- 滝脇松平家
  - 松平乗遠
  - 松平正乗
  - 松平乗高
- 額田山内氏、柳田城主
  - 山内俊英
- 秦梨城主
  - 栗生将監
- 大川城主
  - 竹内九藤平
- 宮崎
  - 真木治重

## 参考
- 『三河国額田郡誌』愛知県額田郡役所、1924年3月20日
- 『新編 岡崎市史 額田資料編Ⅰ 文化財 考古 中世城館』新編岡崎市史額田資料編編集委員会、2010年3月31日
- 『額田町史』 額田町史編集委員会、1986年11月1日
- 観泉寺史編纂刊行委員会編『今川氏と観泉寺』吉川弘文館、1974年
- 『新訂 寛政重修諸家譜 第六 』続群書類従完成会、1984年